# Grumiplucita
La grumiplucita és un mineral de la classe dels sulfurs. Rep el nom de l’organització mineralògica amater: Gruppo Mineralogico e Paleontologico Lucchese, els membres del qual van proporcionar els exemplars per al seu estudi.

## Característiques
La grumiplucita és una sulfosal de fórmula química HgBi₂S₄. Va ser aprovada com a espècie vàlida per l'Associació Mineralògica Internacional l'any 1997. Cristal·litza en el sistema monoclínic.
Segons la classificació de Nickel-Strunz, la grumiplucita pertany a «02.JA: Sulfosals de l'arquetip PbS, derivats de la galena amb poc o gens de Pb» juntament amb els següents minerals: benjaminita, borodaevita, cupropavonita, kitaibelita, livingstonita, makovickyita, mummeïta, pavonita, mozgovaïta, cupromakovickyita, kudriavita, cupromakopavonita, dantopaïta, cuprobismutita, hodrušita, padĕraïta, pizgrischita, kupčikita, schapbachita, cuboargirita, bohdanowiczita, matildita i volynskita.
L'exemplar que va servir per a determinar l'espècie, el que es coneix com a material tipus, es troba conservat al Museo di storia naturale e del territorio de la Universitat de Pisa, amb el número de registre 4262.

## Formació i jaciments
Va ser descoberta a la mina Levigliani, a la localitat de Stazzema, a la província de Lucca (Toscana, Itàlia). També ha estat descrita a Eslovàquia i als Estats Units. Aquests tres indrets són els únics de tot el planeta on ha estat descrita aquesta espècie mineral.